# Gagnef (đô thị)
Đô thị Gagnef (Gagnefs kommun) là một đô thị ở hạt Dalarna ở miền trung Thụy Điển. Thủ phủ nằm ở thị xã của Djurås cònt thị xã lớn nhất là Mockfjärd.
Năm 1971 Gagnef cũ được hợp nhất với Floda để tạo thành đô thị hiện nay.
Có 3 sông chảy qua đô thị này: sông Västerdal, sông Österdal và sông Dalecarlia.

## Các đơn vị trực thuộc
- Björbo
- Bäsna
- Djurmo
- Djurås (thủ phủ)
- Floda
- Gagnef
- Mockfjärd
- Sifferbo